# Nils Henning Cronstedt
Nils Henning Cronstedt, född den 7 april 1854 i Karlskrona, död den 9 februari 1890 i Boma i dåvarande Fristaten Kongo, var en svensk greve och sjökapten.

## Biografi
Nils H. Cronstedt avlade sjökaptensexamen i Visby 1885. Han utreste till Kongo den 10 augusti 1886 och var under sin första tjänstgöringsperiod befälhavare på postångarna Auguste, Prince Baudouin och Héron, som trafikerade Nedre Kongo. Han återvände till Europa 1889 och utreste igen till Kongo i augusti samma år. Årsskiftet 1889-1890 blev han utnämnd till hamnkapten i Boma men avled kort efter tillträdandet, den 9 februari 1890. Han hemförde en samling föremål från Afrika som nu finns på Etnografiska museet i Stockholm.

## Familj
Nils H. Cronstedt var son till kommendören August Rudolf Cronstedt (1819-1903) och Beata Johanna Virginia Braunerhjelm (1824-1894). Han hade 4 systrar - Augusta Gustafva Charlotta (1851-1925), Beata Sofia Henrietta (1855-1907), Hedda Margareta (f. 1857) och Henrietta Helena (1861-1909). En bror, Claes August (1849-1851), dog vid 1 års ålder innan Nils själv föddes.